# Penstemon calycosus
Penstemon calycosus är en grobladsväxtart som beskrevs av John Kunkel Small. Penstemon calycosus ingår i släktet penstemoner, och familjen grobladsväxter. Inga underarter finns listade i Catalogue of Life.

## Bildgalleri

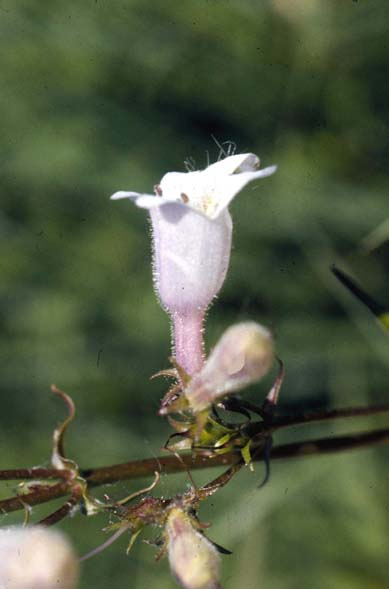
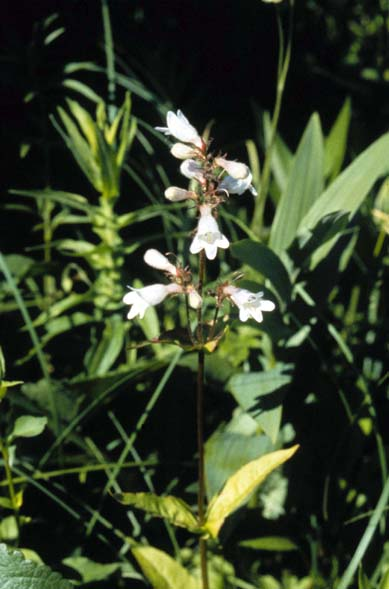
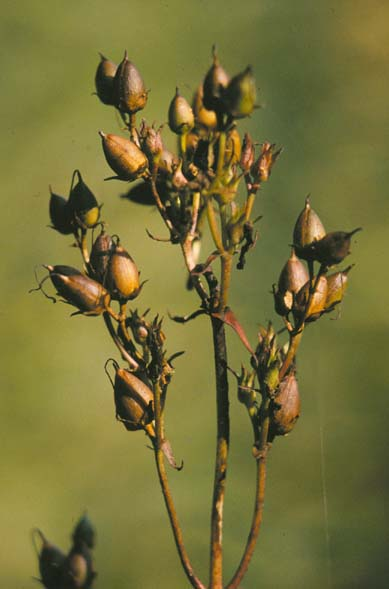